# 21 de fevereiro
21 de fevereiro é o 52.º dia do ano no calendário gregoriano. Faltam 313 dias para acabar o ano (314 em anos bissextos).

## Eventos históricos

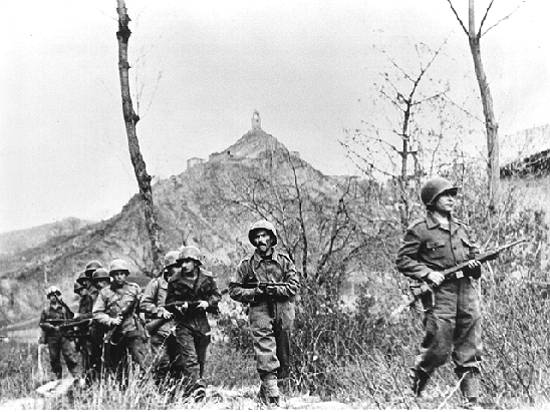
1945: Batalha de Monte Castello

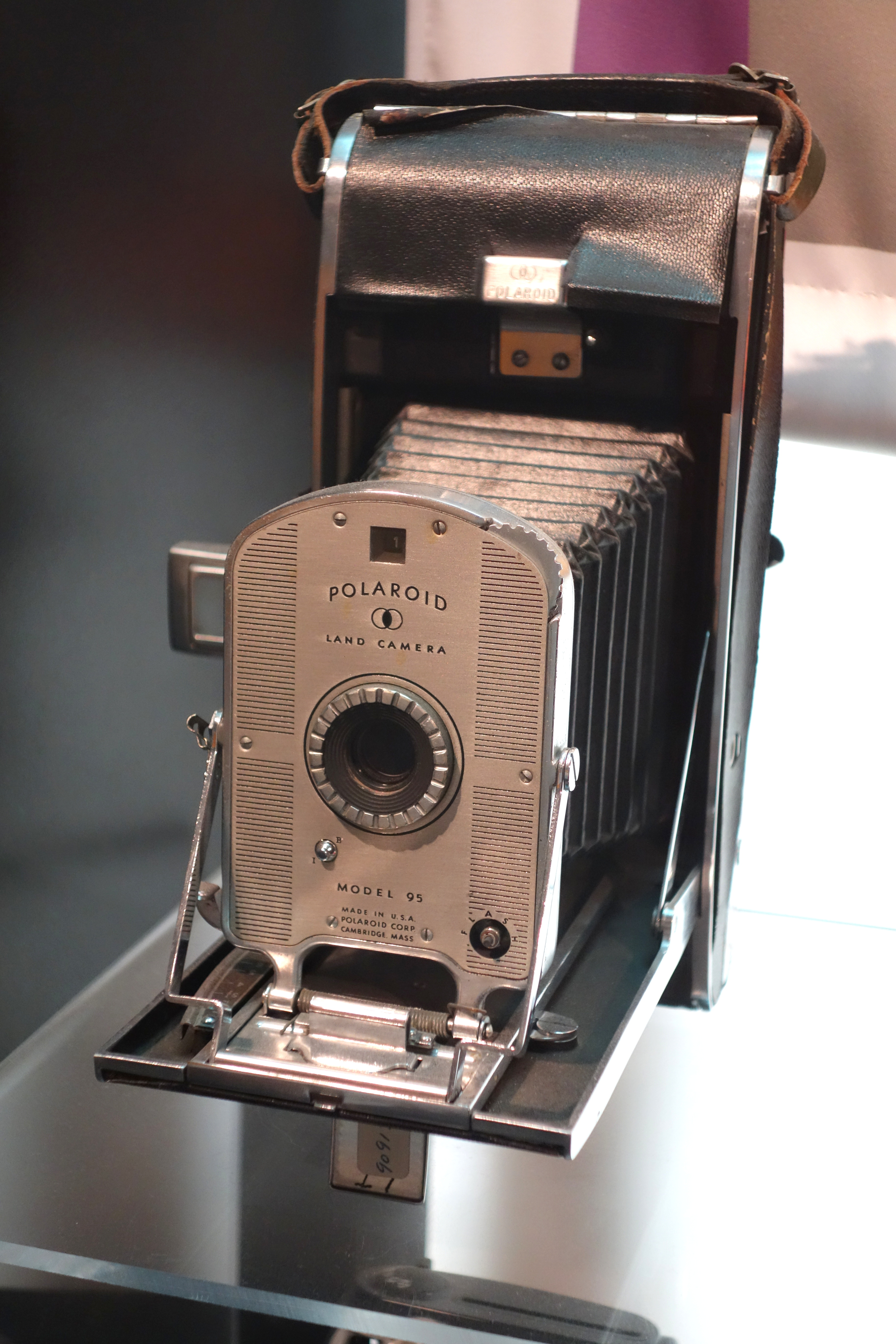
1947: Polaroid Land Camera Model 95, a primeira câmera instantânea comercialmente disponível

1948: Fundação da NASCAR

- 0362 — Atanásio retorna a Alexandria.
- 0452 ou 453 — Severiano, Bispo de Citópolis, é martirizado na Palestina.
- 1437 — Jaime I da Escócia é assassinado.
- 1440 — Formada a Confederação Prussiana.
- 1543 — Batalha de Wayna Daga: um exército combinado de tropas etíopes e portuguesas derrota um exército somali do Sultanato de Adal.
- 1613 — Miguel I é eleito por unanimidade Czar por uma assembleia nacional, dando início à dinastia Romanov no Czarado da Rússia.
- 1797 — Uma força de 1 400 soldados franceses invadem a Grã-Bretanha em Fishguard em apoio à Sociedade dos Irlandeses Unidos. Foram derrotados por 500 reservistas britânicos.
- 1804 — A primeira locomotiva a vapor autopropulsada é lançada na Pen-y-Darren Ironworks, no País de Gales, Reino Unido.
- 1808 — Sem uma prévia declaração de guerra, as tropas russas cruzam a fronteira com a Suécia em Abborfors, no leste da atual Finlândia, iniciando assim a Guerra Finlandesa.
- 1848 — Karl Marx e Friedrich Engels publicam o Manifesto Comunista.
- 1861 — É fundada Mariehamn, capital de Åland.[1][2]
- 1878 — Publicada a primeira lista telefônica em New Haven, Estados Unidos.
- 1885 — Conclusão da construção do Monumento a Washington.
- 1913 — Janina é incorporada a Grécia após as Guerras dos Balcãs.
- 1916 — Primeira Guerra Mundial: na França começa a Batalha de Verdun.
- 1918 — Morre em cativeiro no zoológico de Cincinnati o último periquito-da-carolina.
- 1919 — Kurt Eisner é assassinado em Munique. O assassinato do estadista socialista é uma das razões da proclamação da República Soviética de Munique em 7 de abril.
- 1921
  - Reza Pahlavi assume o controle de Teerã durante um golpe de Estado.
  - A Assembleia Constituinte da República Democrática da Geórgia adota a primeira constituição do país.[3]
- 1929 — Na primeira batalha da Rebelião dos Senhores da Guerra no nordeste de Shandong contra o governo nacionalista da China, uma força rebelde de 24 000 homens liderada por Zhang Zongchang foi derrotada em Zhifu por 7 000 soldados do Exército Nacional Revolucionário Chinês.
- 1934 — O revolucionário nicaraguense Augusto Sandino é executado.
- 1937 — A Liga das Nações proíbe os "voluntários" estrangeiros na Guerra Civil Espanhola.
- 1945
  - Segunda Guerra Mundial: a Força Expedicionária Brasileira derrota as forças alemãs na Batalha de Monte Castello durante a Campanha da Itália.
  - Segunda Guerra Mundial: durante a Batalha de Iwo Jima, aviões kamikaze japoneses afundam o porta-aviões USS Bismarck Sea e danificam o USS Saratoga.
- 1947 — Em Nova Iorque, Edwin Land demonstra a primeira "câmera instantânea", a câmera Polaroid Land, em uma reunião da Optical Society of America.
- 1948
  - César Lattes, físico brasileiro, isola o méson, nova partícula do átomo.
  - Fundação da Associação Nacional para Corridas de Carros de Série dos Estados Unidos (sigla em inglês: NASCAR).
- 1971 — A Convenção sobre Substâncias Psicotrópicas é assinada em Viena.
- 1972
  - Pousa na Lua a nave espacial soviética não tripulada Luna 20.
  - O presidente dos Estados Unidos, Richard Nixon, visita a China para normalizar as relações sino-americanas.
- 1973 — Sobre o deserto do Sinai, caças israelenses abatem o jato 114 da Libyan Arab Airlines, matando 108 pessoas.[4]
- 1974 — Os últimos soldados israelenses deixam a margem oeste do Canal de Suez em cumprimento a uma trégua com o Egito.
- 1975 — Escândalo de Watergate: o ex-procurador-geral dos Estados Unidos John N. Mitchell e os ex-assessores da Casa Branca H. R. Haldeman e John Ehrlichman são condenados à prisão.
- 1976 — Portugal reconhece oficialmente a República Popular de Angola.
- 1990 — Ocorre no Centro Espacial de Alcântara, o primeiro lançamento espacial do espaçoporto brasileiro.
- 1995 — Steve Fossett pousa em Leader, Saskatchewan, Canadá, tornando-se a primeira pessoa a fazer um voo solo através do Oceano Pacífico em um balão.
- 2008 — Voo Santa Bárbara Airlines 518 cai com 46 pessoas a bordo na Venezuela, perto da cidade de Mérida; não houve sobreviventes.
- 2022 — Na crise russo-ucraniana, o presidente da Rússia Vladimir Putin declara a República Popular de Luhansk e a República Popular de Donetsk como independentes da Ucrânia e desloca tropas para a região. A ação é condenada pelas Nações Unidas.
- 2023 — Chacina no município brasileiro de Sinop, em Mato Grosso, deixa sete mortos.

## Nascimentos

Jeanne Calment

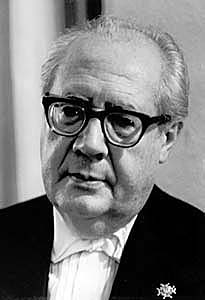
Andrés Segovia

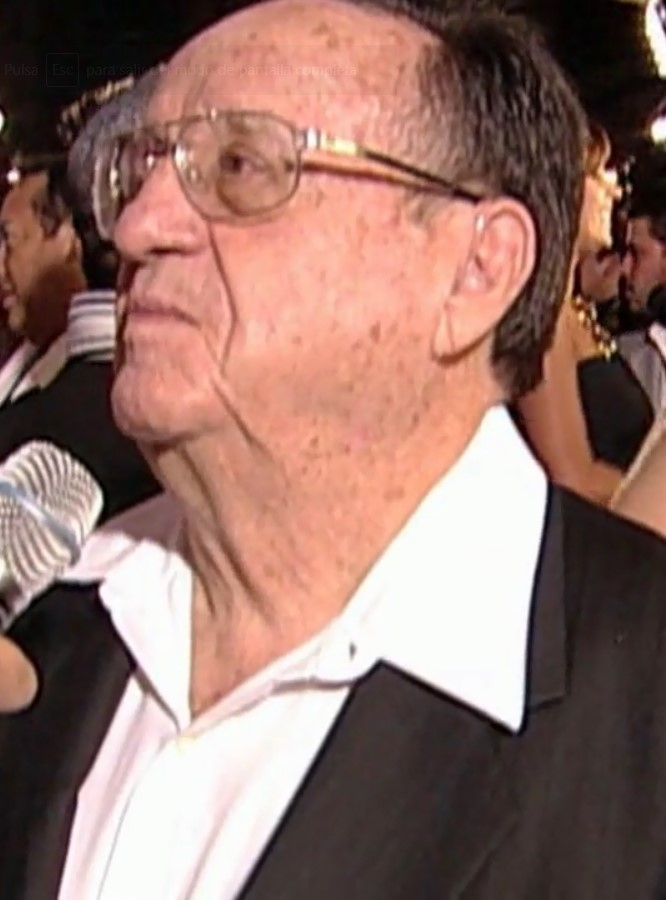
Roberto Gómez Bolaños

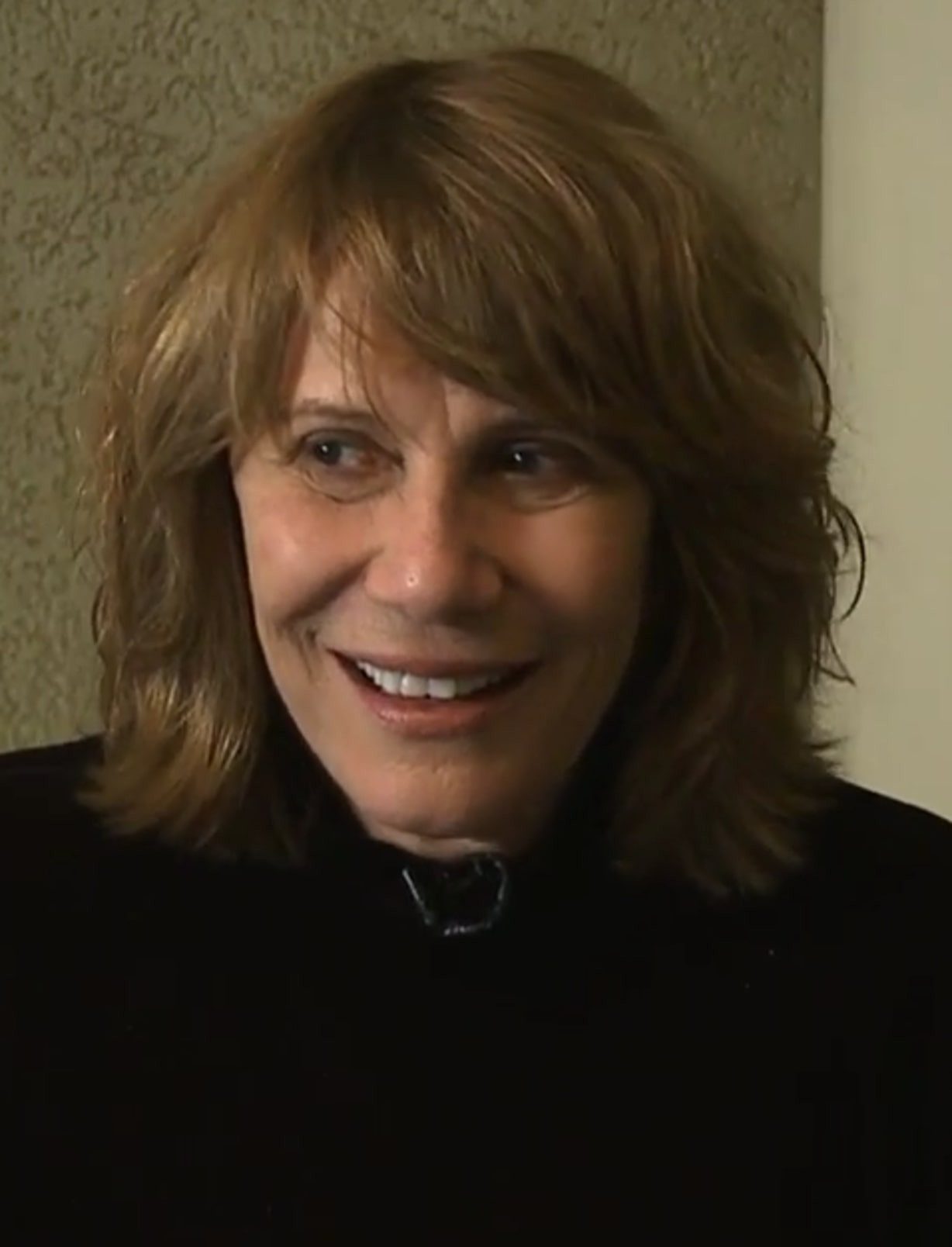
Renata Sorrah

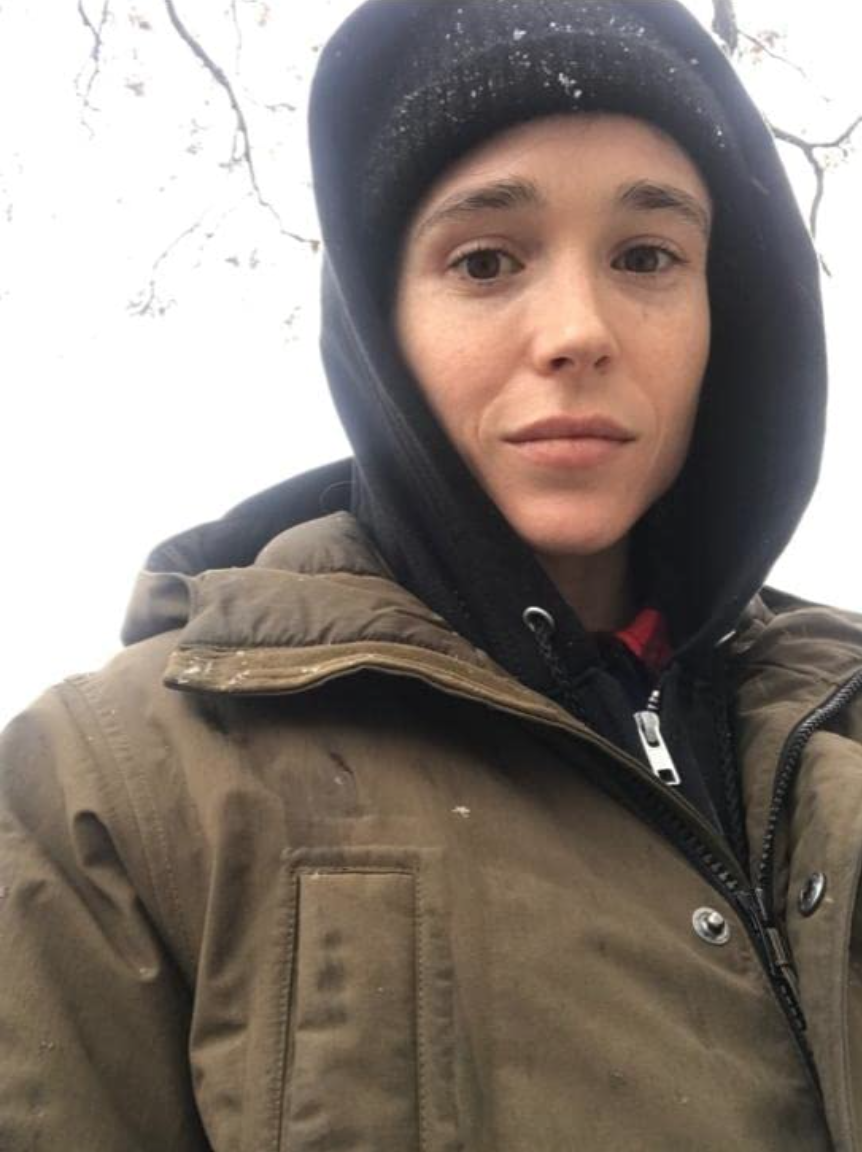
Elliot Page

### Anteriores ao século XIX
- 0921 — Abe no Seimei, astrólogo japonês (m. 1005).
- 1397 — Isabel de Portugal, Duquesa da Borgonha (m. 1471).
- 1484 — Joaquim I Nestor, Príncipe-Eleitor de Brandemburgo (m. 1535).
- 1556 — Sethus Calvisius, astrônomo, compositor e teórico alemão (m. 1615).
- 1559 — Nurhachi, imperador manchu (m. 1626).
- 1728 — Pedro III da Rússia (m. 1762).
- 1779 — Friedrich Carl von Savigny, jurista, político e filósofo alemão (m. 1861).
- 1783 — Catarina de Württemberg (m. 1835).
- 1791 — Carl Czerny, pianista e compositor austríaco (m. 1857).
- 1794 — Antonio López de Santa Anna, general e político mexicano (m. 1876).
- 1795 — Francisco Manuel da Silva, compositor brasileiro (m. 1865).

### Século XIX
- 1801 — John Henry Newman, cardeal britânico (m. 1890).
- 1815 — Ernest Meissonier, pintor e escultor francês (m. 1891).
- 1817 — José Zorrilla y Moral, poeta e dramaturgo espanhol (m. 1893).
- 1836 — Léo Delibes, pianista e compositor francês (m. 1891).
- 1841 — Cláudio José Gonçalves Ponce de Leão, bispo brasileiro (m. 1924).
- 1844 — Charles-Marie Widor, organista e compositor francês (m. 1937).
- 1850 — Elizabeth Webb Nicholls, sufragista australiana (m. 1943).
- 1856 — Maria Carolina de Bourbon-Duas Sicílias (m. 1942).
- 1857 — Jules de Trooz, político belga (m. 1907).
- 1864 — Coelho Neto, político e escritor brasileiro (m. 1934).
- 1875 — Jeanne Calment, supercentenária francesa (m. 1997).
- 1877 — Félix Paiva, jornalista, político e jurista paraguaio (m. 1965).
- 1878 — Mira Alfassa, líder espiritual franco-indiana (m. 1973).
- 1885 — Sacha Guitry, dramaturgo, escritor e ator francês (m. 1957).
- 1887 — Korechika Anami, general e político japonês (m. 1945).
- 1888 — José Félix Estigarribia, militar e político paraguaio (m. 1940).
- 1889 — Felix Aylmer, ator britânico (m. 1979).
- 1893 — Andrés Segovia, violonista espanhol (m. 1987).
- 1895 — Henrik Dam, bioquímico e fisiologista dinamarquês, ganhador do Prêmio Nobel (m. 1976).
- 1899 — Edwin L. Marin, cineasta estadunidense (m. 1951).
- 1900 — Madeleine Renaud, atriz francesa (m. 1994).

### Século XX

#### 1901–1950
- 1903
  - Anaïs Nin, ensaísta e memorialista franco-americana (m. 1977).
  - Raymond Queneau, escritor e poeta francês (m. 1976).
- 1904 — Alexei Kossygin, político russo (m. 1980).
- 1907 — W. H. Auden, poeta, dramaturgo e compositor anglo-americano (m. 1973).
- 1909 — Auguste Jordan, futebolista e treinador de futebol austro-francês (m. 1990).
- 1910 — Douglas Bader, capitão e aviador britânico (m. 1982).
- 1913
  - Roger Laurent, automobilista belga (m. 1997).
  - Joe Oriolo, desenhista, escritor, produtor e diretor de animação estadunidense (m. 1985).
  - Fritz Wagner, futebolista suíço (m. ?).
- 1915
  - Claudia Jones, jornalista e ativista trinitário-britânica (m. 1964).
  - Ann Sheridan, atriz e cantora estadunidense (m. 1967).
- 1917
  - Lucille Bremer, atriz e dançarina americana (m. 1996).
  - Otto Kittel, aviador alemão (m. 1945).
  - Tadd Dameron, pianista e compositor estadunidense (m. 1965).
- 1918 — Alberto Ruschel, ator brasileiro (m. 1996).
- 1921
  - John Rawls, filósofo e acadêmico estadunidense (m. 2002).
  - Richard Whitcomb, engenheiro aeronáutico americano (m. 2009).
  - Zdeněk Miler, desenhista tcheco (m. 2011).
- 1922
  - Pierre Hadot, escritor e filósofo francês (m. 2010).
  - Rudolf Illovszky, futebolista e treinador de futebol húngaro (m. 2009).
- 1924 — Robert Mugabe, educador e político zimbabuense (m. 2019).
- 1925
  - Sam Peckinpah, diretor e roteirista americano (m. 1984).
  - Aleksei Paramonov, futebolista e treinador de futebol russo (m. 2018).
- 1927
  - Erma Bombeck, jornalista e escritora estadunidense (m. 1996).
  - Hubert de Givenchy, estilista francês (m. 2018).
- 1928
  - Martim Francisco, treinador de futebol brasileiro (m. 1982).
  - Gino Pariani, futebolista estadunidense (m. 2007).
- 1929 — Roberto Gómez Bolaños, ator, diretor, produtor e roteirista mexicano (m. 2014).
- 1932 — Ivan de Albuquerque, ator e diretor de taetro brasileiro (m. 2001).
- 1933
  - Nina Simone, cantora, compositora e pianista estadunidense (m. 2003).
  - Imre Nagy, pentatleta húngaro (m. 2013).
  - Bob Rafelson, cineasta, produtor de cinema e roteirista estadunidense (m. 2022).
- 1934 — Rue McClanahan, atriz estadunidense (m. 2010).
- 1935 — Norma Bengell, atriz e cineasta brasileira (m. 2013).
- 1936 — Barbara Jordan, advogada e política estadunidense (m. 1996).
- 1937
  - Ron Clarke, corredor e político australiano (m. 2015).
  - Haroldo V da Noruega.
  - Odile Rubirosa, atriz francesa (m. 2018).
- 1938 — Bobby Charles, cantor e compositor americano (m. 2020).
- 1940
  - Peter Gethin, automobilista britânico (m. 2011).
  - John Lewis, ativista e político estadunidense (m. 2020).
  - Keith Prentice, ator estadunidense (m. 1992).
  - Heinz Zednik, tenor austríaco.
- 1942 — Margarethe von Trotta, atriz, diretora e roteirista alemã.
- 1943
  - David Geffen, empresário americano.
  - Sándor Katona, futebolista húngaro (m. 2009).
- 1944
  - Lajos Sătmăreanu, ex-futebolista romeno.
  - Peter Lee Lawrence, ator alemão (m. 1974).
- 1946
  - Tyne Daly, atriz e cantora estadunidense.
  - Alan Rickman, ator e diretor britânico (m. 2016).
  - Anthony Daniels, ator e produtor britânico.
  - José Roberto Bertrami, músico brasileiro (m. 2012).
- 1947
  - Renata Sorrah, atriz e produtora brasileira.
  - Olympia Snowe, política americana.
- 1948 — Christian Vander, músico francês.
- 1949
  - Jerry Harrison, cantor, compositor, guitarrista e produtor americano.
  - Ronnie Hellström, futebolista sueco (m. 2022).
  - Frank Brunner, ilustrador estadunidense.
  - Enrique Wolff, ex-futebolista argentino.
- 1950
  - Larry Drake, ator estadunidense (m. 2016).
  - Sahle-Work Zewde, política e diplomata etíope.
  - Håkan Nesser, escritor sueco.

#### 1951–2000
- 1951
  - Vince Welnick, tecladista americano (m. 2006).
  - Wolfgang Frank, futebolista e treinador de futebol alemão (m. 2013).
- 1952 — Vitaly Churkin, diplomata russo (m. 2017).
- 1953
  - William Petersen, ator e produtor estadunidense.
  - Christine Ebersole, atriz e cantora estadunidense.
- 1954
  - David Barron, produtor de cinema britânico.
  - Rudolf Simek, filólogo austríaco.
- 1955 — Kelsey Grammer, ator, cantor e produtor estadunidense.
- 1957
  - Renato Pé Murcho, ex-futebolista brasileiro.
  - Fernando Eiras, ator brasileiro.
  - Ivan Vishnevskiy, futebolista ucraniano (m. 1996).
- 1958
  - Jack Coleman, ator e cineasta estadunidense.
  - Kim Coates, ator canadense.
- 1959 — Werner Schünemann, ator brasileiro.
- 1960
  - Plamen Oresharski, economista e político búlgaro.
  - Zé Beto, futebolista português (m. 1990).
- 1961
  - Christopher Atkins, ator e empresário estadunidense.
  - Andree Guittcis, designer e ator brasileiro.
  - Abhijit Banerjee, economista indiano.
- 1962
  - Chuck Palahniuk, romancista e jornalista estadunidense.
  - David Foster Wallace, romancista, contista e ensaísta estadunidense (m. 2008).
  - Emanuel Jacobina, roteirista e diretor de televisão brasileiro.
- 1963
  - William Baldwin, ator estadunidense.
  - Lori Fung, ex-ginasta canadense.
  - Rui Pregal da Cunha, músico português.
  - Marcos Góes, cantor e compositor de música gospel brasileiro.
- 1964
  - Scott Kelly, capitão, aviador e astronauta estadunidense.
  - Mark Kelly, político, capitão, aviador e astronauta estadunidense.
- 1965 — Evair, ex-futebolista e treinador de futebol brasileiro.
- 1966 — Petri Kokko, ex-patinador artístico finlandês.
- 1967
  - Leroy Burrell, ex-corredor e treinador de atletismo americano.
  - Patrick Lodewijks, ex-futebolista neerlandês.
  - Sari Essayah, ex-atleta e política finlandesa.
- 1968
  - Miguel Ángel Echenausi, ex-futebolista venezuelano.
  - Donizete Oliveira, ex-futebolista brasileiro.
- 1969
  - James Dean Bradfield, cantor, compositor e guitarrista britânico.
  - Petra Kronberger, esquiadora austríaca.
  - Tony Meola, ex-futebolista e treinador de futebol estadunidense.
  - Aunjanue Ellis, atriz e produtora de cinema estadunidense.
- 1970
  - John Wilmar Pérez, ex-futebolista colombiano.
  - Cristiane Carvalho, cantora brasileira.
- 1971 — Hugo Ovelar, ex-futebolista e treinador de futebol paraguaio.
- 1972
  - Seo Taiji, cantora e compositora sul-coreana.
  - Capucho, ex-futebolista e treinador de futebol português.
- 1973
  - Heri Joensen, cantor, compositor e guitarrista faroense.
  - Paulo Rink, ex-futebolista brasileiro.
  - Andrei Frascarelli, ex-futebolista brasileiro.
  - Marcelo Laham, ator, diretor e roteirista brasileiro.
- 1974
  - Giuliano Tadeu Aranda, ex-futebolista brasileiro.
  - Iván Campo, ex-futebolista espanhol.
  - Gilbert Agius, ex-futebolista e treinador de futebol maltês.
- 1975 — Richard Morales, ex-futebolista uruguaio.
- 1976 — Rajmund Fodor, jogador de polo aquático húngaro.
- 1977
  - Jonathan Safran Foer, novelista americano.
  - Steve Francis, ex-jogador de basquete americano.
  - Rodrigo Gral, ex-futebolista brasileiro.
  - Darío Muñoz, ex-futebolista colombiano.
- 1978
  - Kumail Nanjiani, comediante, ator, escritor e apresentador de podcast paquistanês-americano.
  - Janaína Lima, cantora brasileira.
- 1979
  - Jennifer Love Hewitt, atriz, cantora e produtora estadunidense.
  - Jordan Peele, ator, produtor e roteirista americano.
  - Carlito, lutador porto-riquenho.
  - Tituss Burgess, cantor e ator estadunidense.
  - Ayumi Hara, ex-futebolista japonesa.
  - Nathalie Dechy, ex-tenista francesa.
- 1980
  - Parthiva Sureshwaren, automobilista indiano.
  - Tiziano Ferro, cantor, compositor e produtor musical italiano.
  - Jigme Khesar Namgyel Wangchuck
  - Justin Roiland, animador, escritor e dublador americano.
- 1981 — Floor Jansen, cantora, compositora e treinadora vocal neerlandesa.
- 1982 — Christophe Hansen, político luxemburguês.
- 1983
  - Mélanie Laurent, atriz francesa.
  - Paul Daley, lutador britânico.
  - Braylon Edwards, jogador de futebol americano estadunidense.
  - Daniel Ek, empresário sueco.
- 1984
  - David Odonkor, ex-futebolista alemão.
  - Damien Molony, ator irlandês.
  - Andreas Seppi, ex-tenista italiano.
  - Shingo Kunieda, tenista japonês.
- 1985
  - Dame N'Doye, ex-futebolista senegalês.
  - Georgios Samaras, ex-futebolista grego.
  - Peter Velits, ex-ciclista eslovaco.
- 1986
  - Charlotte Church, cantora, compositora e atriz britânica.
  - Amadeu da Bélgica.
- 1987
  - Elliot Page, ator canadense.
  - Ashley Greene, atriz estadunidense.
  - Burgess Abernethy, ator australiano.
  - Eniola Aluko, ex-futebolista britânica.
  - Carlos Carmona, ex-futebolista chileno.
  - Tuppence Middleton, atriz britânica.
- 1988
  - Ávine, futebolista brasileiro.
  - Camila Márdila, atriz brasileira.
  - Jaime Ayoví, futebolista equatoriano.
  - Alex Oliveira, lutador brasileiro de artes marciais mistas.
- 1989
  - Corbin Bleu, ator, modelo, dançarino, produtor de cinema, cantor e compositor estadunidense.
  - Vadis Odjidja-Ofoe, ex-futebolista belga.
  - Kristin Herrera, atriz estadunidense.
  - Federico Fernández, futebolista argentino.
- 1990
  - Aírton, futebolista brasileiro.
  - David Addy, ex-futebolista ganês.
  - Daniel Didavi, futebolista alemão.
- 1991
  - Riyad Mahrez, futebolista argelino.
  - Suppasit Jongcheveevat, ator tailandês.
  - Solar, cantora e atriz sul-coreana.
  - Molla Wagué, futebolista malinês.
  - Joe Alwyn, ator britânico.
  - Brian Ortega, lutador estadunidense de artes marciais mistas.
  - Jens Stryger Larsen, futebolista dinamarquês.
  - Craig Roberts, ator britânico.
- 1992
  - Phil Jones, ex-futebolista britânico.
  - Louis Meintjes, ciclista sul-africano.
- 1993
  - Davy Klaassen, futebolista neerlandês.
  - Fabrizio Romano, jornalista italiano.
- 1994
  - Charalampos Mavrias, futebolista grego.
  - Wendy, cantora e compositora coreana-estadunidense.
  - Giulia, lutadora japonesa.
- 1995
  - Fernandes, futebolista brasileiro.
  - Aleksej Nikolić, jogador de basquete esloveno.
- 1996
  - Sophie Turner, atriz britânica.
  - Norbert Balogh, futebolista húngaro.
  - Miguel Flórez López, ciclista colombiano.
- 1997
  - Zé Ivaldo, futebolista brasileiro.
  - Rachele Barbieri, ciclista italiana.
- 1999 — Metawin Opas-iamkajorn, ator e cantor tailandês.

### Século XXI
- 2001
  - Lívia Inhudes, atriz brasileira.
  - Jagger Eaton, skatista norte-americano.
  - Júlia Bergmann, jogadora de vôlei brasileira.
- 2002 — Jun Nishikawa, futebolista japonês.
- 2005 — Hong Hwa-ri, atriz sul-coreana.

## Mortes

### Anteriores ao século XIX
- 0004 — Caio César, cônsul romano (n. 20 a.C.).
- 1034 — Avoise da Normandia, duquesa da Bretanha (n. 978).
- 1184 — Minamoto no Yoshinaka, xogum japonês (n. 1154).
- 1437 — Jaime I da Escócia (n. 1394).
- 1513 — Papa Júlio II (n. 1443).
- 1554 — Jérôme Bock, botânico e médico alemão (n. 1498).
- 1677 — Baruch Espinoza, filósofo e estudioso neerlandês (n. 1632).
- 1730 — Papa Bento XIII (n. 1649).

### Século XIX
- 1824 — Eugênio de Beauharnais, general francês (n. 1781).
- 1846 — Ninkō, imperador do Japão (n. 1800).
- 1862 — Justinus Kerner, poeta e médico alemão (n. 1786).
- 1884 — John Pyke Hullah, compositor e professor de música britânico (n. 1812).
- 1891 — George Keppel, político e escritor britânico (n. 1799).

### Século XX
- 1908 — Harriet Hosmer, escultora norte-americana (n. 1830).
- 1919 — Kurt Eisner, jornalista e político alemão (n. 1830).
- 1920 — Afonso de Bragança, Duque do Porto (n. 1865).
- 1926 — Heike Kamerlingh Onnes, físico e acadêmico neerlandês, ganhador do Prêmio Nobel (n. 1853).
- 1934 — Augusto César Sandino, líder revolucionário nicaraguense (n. 1895).
- 1938 — George Ellery Hale, astrônomo e acadêmico estadunidense (n. 1868).
- 1941 — Frederick Banting, médico e acadêmico canadense, ganhador do Prêmio Nobel (n. 1891).
- 1944 — Missak Manouchian, operário e poeta armênio (n. 1906).
- 1945 — Eric Liddell, jogador de rúgbi e corredor britânico (n. 1902).
- 1958 — Duncan Edwards, futebolista britânico (n. 1936).
- 1965 — Malcolm X, ativista político estadunidense (n. 1925).
- 1967
  - Charles Beaumont, escritor e roteirista americano (n. 1929).
  - Eduardo Afonso Viana, pintor português (n. 1881).
- 1968 — Howard Florey, patologista e farmacologista australiano, ganhador do Prêmio Nobel (n. 1898).
- 1972
  - Bronislava Nijinska, dançarina e coreógrafa russo-americana (n. 1891).
  - Eugène Tisserant, cardeal francês (n. 1884).
- 1975 — Elsa Alkman, ativista, sufragista e escritora sueca (n. 1878).
- 1982 — Gershom Scholem, historiador e filósofo alemão-israelense (n. 1897).
- 1984 — Mikhail Sholokhov, romancista e contista russo, ganhador do Prêmio Nobel (n. 1905).
- 1991 — Margot Fonteyn, dançarina norte-americana (n. 1919).
- 1993
  - Inge Lehmann, sismóloga e geofísica dinamarquesa (n. 1888).
  - Harvey Kurtzman, cartunista norte-americano (n. 1924).
- 1994 — Johannes Steinhoff, general e aviador alemão (n. 1913).
- 1996 — Morton Gould, pianista, compositor e maestro americano (n. 1913).
- 1999 — Gertrude Elion, bioquímica e farmacologista americana, ganhadora do Prêmio Nobel (n. 1918).

### Século XXI
- 2002 — John Thaw, ator inglês (n. 1942).
- 2004 — John Charles, futebolista e treinador britânico (n. 1931).
- 2005
  - Guillermo Cabrera Infante, escritor, roteirista e crítico cubano (n. 1929).
  - Zdzisław Beksiński, pintor, fotógrafo e escultor polonês (n. 1929).
- 2006 — Bruce Hart, compositor norte-americano (n. 1938).
- 2008
  - Emmanuel Sanon, futebolista haitiano (n. 1951).
  - Evan Mecham, político norte-americano (n. 1924).
  - Maria Helena Dutra, jornalista e crítica de televisão brasileira (n. 1937).
- 2009
  - José Megre, engenheiro e automobilista português (n. 1942).
  - Lagoa Henriques, escultor português (n. 1923).
- 2010
  - Bob Doe, aviador britânico (n. 1920).
  - Jacek Karpiński, engenheiro da computação e informática polonês (n. 1927).
  - Vladimir Motyl, diretor de cinema e roteirista russo (n. 1927).
- 2011
  - Dwayne McDuffie, escritor e roteirista americano (n. 1962).
  - Bernard Nathanson, médico e ativista americano (n. 1926).
- 2013 — Hasse Jeppson, futebolista sueco (n. 1925).
- 2015
  - Aleksei Gubarev, general, aviador e astronauta russo (n. 1931).
  - David Martins Miranda, religioso brasileiro (n. 1936).
- 2016 — María Luisa Alcalá, atriz mexicana (n. 1943).
- 2018 — Billy Graham, evangelista norte-americano (n. 1918).
- 2019
  - Stanley Donen, diretor de cinema americano (n. 1924).
  - Peter Tork, músico e ator americano (n. 1942).
  - Sequeira Costa, pianista português (n. 1929).
- 2020 — Claudia Telles, cantora, compositora e instrumentista brasileira (n. 1957).
- 2024 — Micheline Presle, atriz francesa (n. 1922).
- 2025 — Amélia Bittencourt, atriz brasileira (n. 1938).

## Feriados e eventos cíclicos
- Dia Internacional da Língua Materna (UNESCO)
- Dia do Imigrante Italiano.

### Cristianismo
- Irene de Atenas
- Eustácio de Antioquia
- Patério
- Pedro Damião
- Pepino de Landen

## Outros calendários
- No calendário romano era o 9º dia (IX) antes das calendas de março.
- No calendário litúrgico tem a letra dominical C para o dia da semana.
- No calendário gregoriano a epacta do dia é viii.